# Szczepankowo (powiat szczycieński)
Szczepankowo (niem. Sczepanken, 1938–1945 Stauchwitz) – wieś w Polsce położona w województwie warmińsko-mazurskim, w powiecie szczycieńskim, w gminie Dźwierzuty, przy drodze krajowej nr 57. Miejscowość wchodzi w skład sołectwa Gisiel. W latach 1975–1998 miejscowość należała administracyjnie do województwa olsztyńskiego.
Wieś założona w 1399, jako część rozległych dóbr ziemskich tzw. wildenowskich. Tu w 1757 roku urodził się Jerzy Olech, polski duchowny ewangelicki, tłumacz i wydawca pism religijnych w Królewcu.